# Per-Åke Edman
Per-Åke Edman (han tog sig efternamnet Domaeus 1972), född 15 mars 1914 i Karlstad, död 24 november 2000, var en svensk konstnär. Han var son till kamreren Per Henrik Edman och Sofia Jansson.  
Edman ställde ut separat i Lilla Paviljongen i Stockholm 1950, han har även medverkat i samlingsutställningar på Liljevalchs konsthall. Hans konst består av figur- och interiörmotiv i en återhållen kolorit; till formatet är dukarna ganska små.